# O Melhor de Regis Danese
O Melhor de Regis Danese é uma coletânea do cantor gospel Regis Danese . Esse disco chegou na 4º posição no Top 20 Semanal da ABPD.

## Vendas e certificações
| País                              | Melhor posição |
| --------------------------------- | -------------- |
| Brasil - CD - TOP 20 Semanal ABPD | 4              |